# 이케부쿠로 웨스트 게이트 파크
《이케부쿠로 웨스트 게이트 파크》(いけぶくろウエストゲートパーク)는 이시다 이라가 원작한 소설 작품.

## TV 드라마
《이케부쿠로 웨스트 게이트 파크》(いけぶくろウエストゲートパーク)는 2000년 4월 14일부터 같은 해 6월 23일까지 TBS에서 방영된 드라마이다. 원작은 이시다 이라의 동명 소설이지만, 캐릭터 설정이 다르다. 각본은 구도 간쿠로이며 책임프로듀서는 츠츠미 유키히코이다. 드라마 상에서의 애칭은 I.W.G.P..

### 개요
2000년 4월 14일부터 같은 해 6월 23일까지, 매주 금요일 21:00~21:54에 TBS에서 방송되었다. 평균 시청률은 14.9%.
이 작품을 계기로 사카이 와카나, 모리시타 아이코, 사토 류타, 구보쓰카 요스케 등은 구도 간쿠로의 작품에 다수 출연하게 되었다.
2003년 3월 28일에는 스페셜판 '수프'가 방영되었다. 와타나베 켄이나 코유키 등 일부 배우들은 출연하지 않았지만, 《키사라즈 캣츠 아이》 배우들, RIZE, 크레이지 켄 밴드 등이 출연했다. 마코토 아버지 역의 요코야마 켄은 Tiger & Dragon의 후렴구를 드라마에서 불렀고, 후에 동명 제목의 드라마 《타이거 & 드래곤》이 제작, 방송되었다.

### 등장 인물 및 캐스팅
- 마지마 마코토 - 마코토 (나가세 토모야)

통칭 '이케부쿠로 트러블 메이커'. 고향 이케부쿠로 소재의 공업고등학교를 졸업한 백수이며, 본가의 과일 가게를 돕거나, 내기 볼링으로 용돈벌이를 해가며 이케부쿠로 서쪽 출구 공원 = 이케부쿠로 웨스트 게이트 파크(I.W.G.P.)에서 지내고 있다.
가와사키 마요의 열혈 팬, 좋아하는 음식은 볶음우동. 의외로 마마보이이며, 입버릇은 "귀찮어!"이다.
- 시부사와 미츠코 - 히카루 (카토 아이)

마코토의 여자친구. 명문학교 학생이며, 이케부쿠로에 자주 놀러 다닌다. 아버지는 교향악단 지휘자이며, 어머니는 메지로 소재의 대학에서 근무, 본가는 유복하지만 부모님은 항상 부재중이다. 마코토의 여자 관계에 질투하고 바로 운다. 중학생 때의 별명은 '표고버섯 (표고버섯의 회). 다중인격.
- 안도 다카시 - 다카시 (쿠보즈카 요스케)

이케부쿠로를 세력으로 둔 갱스터군단 'G-Boys', 'G-Girls'의 킹. 마코토의 고교 동창.
- 모리 마사히로 - 마사 (사토 류타)

마코토의 대학생 친구. 항상 이케부쿠로에서 마코토와 어울린다. 볼링장에서 아르바이트를 한다. 친구 슌의 도움에도 도통 여자친구가 생기지 않던 마사에게 드디어 여자친구가 생기는 듯 했으나, 여자친구의 친구들에게 몰매를 맞는 등 여자 운이 없다. 슌이 살해당한 후 G-Boys의 멤버가 된다.
- 미즈노 슌지 - 슌 (야마시타 토모히사)

마코토의 친구. 일러스트가 특기인 전문대생. 애니메이션 오타쿠지만, 다른 사람에게 오타쿠라는 말을 듣는 것을 싫어한다. 서점에서 도둑질을 하는 마코토와 마사를 목격하며 알게되었고, '이케부쿠로 상(像)'을 훔쳤을 때부터 마코토, 마사와 그룹을 만들어 함께 행동하기 시작한다.
- 사이토 후지오 - 사루 (츠마부키 사토시)

이케부쿠로를 세력으로 둔 폭력단 '하나자와 파 계열 고리타카 파' 멤버이자, 두목의 딸 아마노 마오의 남자친구. 마코토의 중학교 동창이며, 고등학교 때까지 다른 친구들에게 집단 따돌림을 당했다. 체구는 작지만 상당한 투쟁심과 냉정한 판단력을 가지고 있다. 마코토에게 행방불명 된 마오를 찾아달라고 부탁했었고, 그 사건 이후 마코토에게 정보를 제공하는 등 편의를 봐준다.
- 야마이 다케시 - 도베르만 야마이 (사카구치 켄지)

이케부쿠로에서 가장 열받아있는 남자. 코와 귀를 연결한 피어싱이 트레이드마크다. 마코토와 다카시의 고교 동창이지만, 3번의 유급으로 3살 연상이다. 고교시절, 도베르만과 싸워 이긴 후 '도베르만을 죽인 야마이'로 불린다. 후에 'Black Angels'의 일원이 되며 히카루를 좋아한다.
- 오자키 쿄이치 (니시지마 카즈히로)

프랑스에 돌아가는 발레리노. 귀국 후에는 G-boys의 멤버들과 어울리지만, 유별난 미의식으로 다카시의 방식에 의견을 내세워 이탈. 후에 동쪽 출구 공원을 근거지로 한 Black Angels라는 조직을 결성한다.
- 하시모토 치아키 (야자와 신)

마코토네 집 맞은편의 '라스트 찬스'에서 일하는 기생. 이란인 불법체류자 '알리'가 남자친구.
- 하마구치 순사 (아베 사다오)

마코토네 집 근처에 있는 파출소에서 근무하는 순사. 라스트 찬스의 단골이다.
- 안도 테츠 (와타나베 테츠)

타카시의 아버지. 사우나를 경영하고 있다.
- 사쿠라이 형사 (마에하라 가즈키)

요시오카의 부하. 이바라키 사투리를 쓰지만, 시(사무라이) 편에서는 갑자기 표준어를 쓴다.
- 제시 (이케즈 쇼코)

다카시의 여자친구. 항상 금발 가발을 쓰고 있다. 화장을 지우면 누군지 못 알아볼 정도. 러시아어에 능통하다.
- 고리타카 (엔도 겐이치)

'사루'의 상사이자 '하네자와 파'의 두목.
- 모리나가 가즈노리 (다카하시 잇세이)

모코토의 중학교 동창. 당시에는 학년에서 최고인 수재였으나 현재는 은둔형 외톨이로 지내고 있다. 마코토와의 재회를 계기로 집을 나오는 데에 성공했고, 공주를 찾는데에 결정적인 단서를 제공한다. 그러나 은둔형 외톨이 때의 트라우마로 다시 방에 틀어박히는 것을 두려워해, 24시간 영업하는 패밀리 레스토랑을 전전한다.
- 전파 군 (스도 코이치)

편의점에서 일하는 거구의 마코토 친구. '슌'이 살해당한 후 G-Boys의 멤버가 된다.
- 카오루 (안도 유코)

마사가 아르바이트 하는 볼링장 동료이자 슌의 여자친구. 서쪽 출구 공원을 I.W.G.P.로 명명한 장본인.
- 알리 (Youssef Lotfy)

치아키의 남자친구.
- 마츠이 카나 (코유키)

'마지마 후르츠'에서 일하는 아르바이트생. 전직 모델. 교코쿠 파 2대 두목 하츠누마의 정부.
- 요시오카 형사 (기타로)

이케부쿠로서 형사, 후에는 서장.
- 마지마 리츠코 (모리시타 아이코)

마코토의 어머니. 이케부쿠로 서쪽 출구 상점가에서 청과물 가게 '마지마 후르츠'를 운영하며, 혼자 마코토를 키웠다.
- 나카무라 리카 - 리카 (사카이 와카나)

히카루의 친구. 마코토와 사이가 좋았지만, 러브 호텔에서 누군가에게 살해당한다. 그 후 마코토가 같은 수법으로 여자들을 폭행하는 '스트랑구라'(하가 켄지)를 찾아내지만, 리카의 죽음과는 무관한 것으로 밝혀진다.
- 가이야마 사치코 - 쇼 (아오키 켄지)

마코토의 초등학교 동창. 원래 여자였지만 성전환으로 남자가 되었다.
- 다다 히로키 (스즈키 후지마루)

이케부쿠로 서쪽 출수 공원에서 뭔가를 세는 초등학생. 학습 장해가 있는 반면, 한 번 본 숫자는 잊지 않는 특별한 재주가 있다.
- 하츠누마 (KORN)

간사이에서 이케부쿠로로 진출해 온 간토 교고쿠 파 2대 두목. 목적을 위해서라면 수단과 방법을 가리지 않는다.
- 요코야마 레이치로 (와타나베 켄)

이케부쿠로서 서장. 도쿄 대학을 졸업한 엘리트. 연쇄 여고생교살 미수사건(이케부쿠로의 스트랑구라)을 해결하기 위해 배속 된 요시오카 형사의 후배. 마코토와는 애마 BMW 3시리즈를 건 내기 볼링에서 지게 된 것을 계기로 알게된다.
- 캬시 (미네무라 리에)

### 서브 타이틀 및 시청률
| 각 화                                     | 서브 타이틀 | 연출                                      | 방송일          | 원작                                                | 시청률 |
| ----------------------------------------- | --- | ----------------------------------------- | --------------- | --------------------------------------------------- | ------ |
| 이치고                                    | 우린 쓰레기가 아니야 俺たちはゴミじゃねえ | 츠츠미 유키히코                           | 2000년 4월 14일 | 이케부쿠로 웨스트 게이트 파크                       | 15.1%  |
| 닌진                                      | 내가 적을 죽일게! 俺が敵を取ってやる! | 츠츠미 유키히코                           | 2000년 4월 21일 | 이케부쿠로 웨스트 게이트 파크                       | 15.1%  |
| 미캉                                      | 공주에게 바치는 발라드 姫に捧げるバラード | 이사노 히데키                             | 2000년 4월 28일 | 익사이터블 보이즈                                   | 13.0%  |
| 시이타케                                  | 먼 나라에서 온 연인 遠い国から来た恋人 | 카네코 후미노리                           | 2000년 5월 5일  | 오아시스의 연인                                     | 14.8%  |
| 고릴라                                    | 세상에서 가장 남자다운 소녀 世界で一番男らしい少女 | 츠츠미 유키히코                           | 2000년 5월 12일 | 요정의 정원                                         | 13.3%  |
| 채널 6                                    | 내 하나뿐인 친구 僕のたった一人の友達 | 츠츠미 유키히코                           | 2000년 5월 19일 | 소년 계수기                                         | 14.9%  |
| 요시치                                    | 우리 엄마한테서 손 떼! うちのババァに手を出すな! | 카네코 후미노리                           | 2000년 5월 26일 | 드라마 오리지널                                     | 15.3%  |
| 요하치                                    | 오다이바의 그녀에게 반했다 お台場の女に恋をした | 이사노 히데키                             | 2000년 6월 2일  | 드라마 오리지널                                     | 16.1%  |
| 규슈                                      | 안녕, 사랑하는 친구여 さらば、最愛の友よ | 츠츠미 유키히코 카네코 후미노리           | 2000년 6월 9일  | 선샤인 거리 내전                                    | 15.4%  |
| 짓테                                      | 내 거리가 전장이 되었다 俺の街が戦場になった | 츠츠미 유키히코 카네코 후미노리           | 2000년 6월 16일 | 선샤인 거리 내전                                    | 14.2%  |
| 시(사무라이)                              | 이케부쿠로의 가장 긴 하루 The Longest Day In Ikebukuro 6・23 | 츠츠미 유키히코 카네코 후미노리           | 2000년 6월 23일 | 선샤인 거리 내전                                    | 16.2%  |
| 평균 시청률: 14.9%                        | |                                           |                 |                                                     |        |
| (시청률은 간토 지방·비디오 리서치사 조사) | |                                           |                 |                                                     |        |
| 스페셜                                    | |                                           |                 |                                                     |        |
| 수프                                      | 이케부쿠로를 뒤흔드는 사건으로 전설의 그 녀석들이 돌아온다! 오늘 밤 기적의 대결집! 이케부쿠로 최강 전설 もっとドラマに革命を!ブクロを揺るがす大事件で伝説のアイツらが 帰ってくる!今夜奇跡の再結集!ブクロ最強伝説 | 츠츠이 유키히코 부분 연출 카네코 후미노리 | 2003년 3월 28일 | 뼛소리 서쪽에서 가장 테이크아웃 동쪽 출구 라면 라인 | 14.0%  |

### 스태프
- 원작 : 이시다 이라 '이케부쿠로 웨스트 게이트 파크', '이케부쿠로 웨스트 게이트 파크 ΙΙ 소년 계수기', '이케부쿠로 웨스트 게이트 파크 ΙΙΙ 뼛소리'
- 각본 : 구도 간쿠로
- 주제가 : SADS - 망각의 하늘 (忘却の空)
- 음악 : 하케타 타케후미, FOE, 크레바
- 프로듀서 : 이소야마 아키
- 타이틀백 : 소노다 겐지
- 연출 : 츠츠미 유키히코, 카네코 후미노리, 이사노 히데키
- 어시스턴트 프로듀서 : 이치야마 류지, 모리 마사유키, 마츠나가 고지
- 연출 보조 : 히라카와 유이치로, 야마다 미츠히로), 이요다 히데노리, 오기시마 다츠야, 이케베 야스토모, 아사미즈 코유, 기무라 히사시
- 제작 담당 : 나카가와 싱고, 마노 키요후미
- 제작 주임 : 하나야마 노부다이, 하기와라 미츠루
- 제작 진행 : 데즈카 키코, 다카하시 츠네츠구
- 타임 키퍼 : 오쿠다이라 아야코, 스즈키 카즈미
- 방송 데스크 : 오자와 미치코
- 편성 : 미키 신이치
- 방송 선전 : 스즈키 신지
- 스틸 : 이마시로 히데카즈, 타메히로 마리
- 인터넷 : 오카노 스스무, 후쿠모리 이쿠에, 와나베 아야코
- 촬영 : 카라사와 사토루, 마다라메 시게토모
- 영상 : 요시오카 타츠오키
- CA : 아베 타카히로, 오구라 유카코, 히라노 유조, 다가와 마노스케
- 조명 : 마토바 켄이치, 쿠보타 히데키, 시라이시 유지, 마스다 히로키
- 음성 : 우스이 히사오, 이모가와 히데아키, 츠루타 마사미, 고바야시 히데히로, 코이와 히데키
- 음악 프로듀서 : 시다 히로히데
- 효과 : 오가와 히로미
- 편집 : 오노 마사히로
- CG : 소리 후미히코
- 스턴트 : 사사키 슈헤이
- 카 스턴트 : 아메미야 마사노부
- 특수 기재 : 사토 히데오
- 엑스트라 : 츠치다 요시오
- 미술 프로듀서, 미술 디자인 : 아오키 유카리, 키시 토모코
- 미술 제작 : 미야자키 호조, 사이토 유키오, 시라이 코지, 야스모토 타카시
- 장치 : 다테야마 미치오
- 장식 : 후지타 아키노부, 도쿠다 케이지
- 일루미네이션 : 사카모토 카오리
- 창호 : 키시 히사오, 식목장식, 시시도 야스후미
- 코스튬 : 코기타 코지, 오사코 야스히데, 노나카 히데토시, 니시오 노리코
- 헤어 메이크업 : 야마시타 케이코, 후지이 유코, 오토나리 노조미
- 특도구 : 오자와 유카, 아카비라 타쿠마
- 마이크로 : 오쿠야마 타케시
- 제작차량 : 마츠키 카네미츠
- 촬영차량 : 사이토 유키
- 음악차량 : 오다와라 케이타
- 의상차량 : 기미즈 토시오
- 제작협력 : 오피스 크레센도
- 제작 : TBS 엔터테인먼트
- 제작, 저작 : TBS

### 관련 상품

#### 각본
- 구도 간쿠로 '구도 간쿠로 각본 이케부쿠로 웨스트 게이트 파크' (가도카와 쇼텐, 2003년) ISBN 4-04-873437-7
- 구도 간쿠로 '구도 간쿠로 각본 이케부쿠로 웨스트 게이트 파크' (가도카와 분코, 2005년) ISBN 4-04-372503-5

#### CD
- '이케부쿠로 웨스트 게이트 파크' TOCT-24394
  - 오리지널 사운드 트랙.

| TBS 금요 9시 드라마              | TBS 금요 9시 드라마                                   | TBS 금요 9시 드라마                |
| 이전 작품                        | 작품명                                                | 다음 작품                          |
| -------------------------------- | ----------------------------------------------------- | ---------------------------------- |
| 사랑의 신 (2000.1.14 ~ 2000.3.1) | 이케부쿠로 웨스트 게이트 파크 (2000.4.14 ~ 2000.6.23) | Summer Snow (2000.7.7 ~ 2000.9.15) |

## TV 애니메이션
2020년 10월부터 12월까지 AT-X, 도쿄 MX에서 방영되었다. 애니메이션 제작은 동화공방.